# Ізрандити
Ізрандити — меланократова повнокристалічна середньозерниста важка і міцна магматична гірська порода.
Виявлена у другій половині ХХ ст. в Олександрівському метаморфічному комплексі зони Уралтау. Незвичайний мінеральний склад (переважно титанавгіт і олівін), дуже велика густина, кайнотипний вигляд, залягання у вигляді роз'єднаних виходів серед високометаморфізованих порід (амфіболітів) обумовило виділення описуваних порід в особливий різновид. Їх відрізняє великий радіологічний вік (1848—2011 млн років). З'ясувалося, що поротвірна маса клинопироксен ізрандітов за складом найбільш близькі до фассаітам магматичних порід, а не до титан-авгита. Вони насичена дуже великою кількістю пластинок ільменіту. З цього випливає, що ізрандіти — це не особлива магматична порода, а один з різновидів плагіоклазових олівінових клінопіроксенітів. Вони характеризуються добре вираженою кумулятивною структурою, в якій кумулатами є кристали клинопіроксену і олівіну, а інтеркумулусом — плагіоклаз, іноді — амфібол.